# Martin Karl
Martin Karl (ur. 3 czerwca 1911 w Würzburgu, zm. 1 marca 1942 w rejonie Michajłowki) – niemiecki wioślarz i żołnierz, złoty medalista olimpijski.
Wystartował na igrzyskach olimpijskich w Berlinie w 1936 roku, gdzie reprezentanci III Rzeszy w składzie: Rudolf Eckstein, Toni Rom, Martin Karl i Wilhelm Menne zdobyli złoty medal w czwórkach bez sternika. W wyścigu finałowym o 4,7 sekundy wyprzedzili Brytyjczyków i o 8,8 sekundy Szwajcarów. Był to jego jedyny start olimpijski.
W tej samej konkurencji wywalczył także złoty medal na mistrzostwach Europy w Lucernie (1934). 
W latach 1933-34 zdobywał mistrzostwo kraju w ósemkach ze sternikiem, a w 1936 roku zwyciężył również w czwórkach bez sternika.
Zginął 1 marca 1942 roku na froncie wschodnim II wojny światowej w rejonie miejscowości Michajłowka.